# Distrito de Delhi central
Delhi central es un distrito de India en el territorio capital nacional de Delhi. Código ISO: IN.DL.CD.
Comprende una superficie de 25 km².
El centro administrativo se encuentra en Darya Ganj.

## Demografía
Según censo 2011 contaba con una población total de 578 671 habitantes.